# Polistes nimpha
Polistes nimpha (лат.)— вид общественных ос из семейства Vespidae.

## Распространение
Палеарктика: Западная Европа, Северная Африка, Передняя Азия, Иран, Казахстан, Кыргызстан, Россия (европейская часть, южная Сибирь от Алтая до Приамурья).

## Описание
Длина 12—16 мм. Средние и задние голени самцов коричневато-оранжевые с жёлтым, без чёрного. Треугольный выступ на переднем крае наличника самок относительно короткий, их мандибулы чёрные.

## Синонимы
- Polistes opinabilis Kohl, 1898
- Vespa nimphus Christ, 1791
- Polistes nimphus (Christ) Auct. (misspelling)